# Korg M1
Korg M1 – pierwsza stacja robocza firmy Korg. Produkowana w latach 1988-1994. Korg zapoczątkował w M1 serię instrumentów klawiszowych z joystickami zamiast kontrolerów Pitch Bend i Modulation.
M1 dysponował 16 głosami polifonii, 61 klawiszami. Posiadał zielono-czarny wyświetlacz.

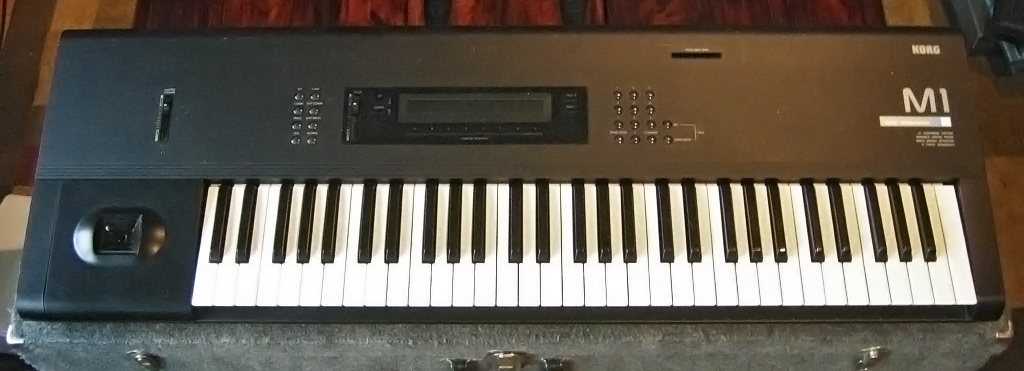
Korg M1

## Wybrani użytkownicy
- Enigma
- Jon Carin
- Vangelis
- Madonna
- Vince Clarke
- Bradley Joseph
- Gary Numan
- Robert Miles
- Mike Oldfield
- Queen
- Rick Wakeman